# Hermidio Barrantes
Hermidio Barrantes Cascante (Puntarenas, 2 settembre 1964) è un ex calciatore costaricano, di ruolo portiere.

## Carriera
Partecipò al Campionato mondiale di calcio 1990.